# Ambinanitelo
Ambinanitelo is een plaats en commune in het oosten van Madagaskar, behorend tot het district Maroantsetra, dat gelegen is in de regio Analanjirofo. Tijdens een volkstelling in 2001 telde de plaats 29.900 inwoners.
De plaats biedt naast lager onderwijs ook middelbaar onderwijs aan. 95 % van de bevolking werkt als landbouwer. De belangrijkste landbouwproducten zijn rijst en kruidnagelen; andere belangrijke producten zijn koffie en vanille. Verder is 5% actief in de dienstensector.
- Library of Congress Control Number: n84132043
- Nationale Bibliotheek van Israël: 987007539174405171
- Virtual International Authority File: 155989962